# Quercus canariensis

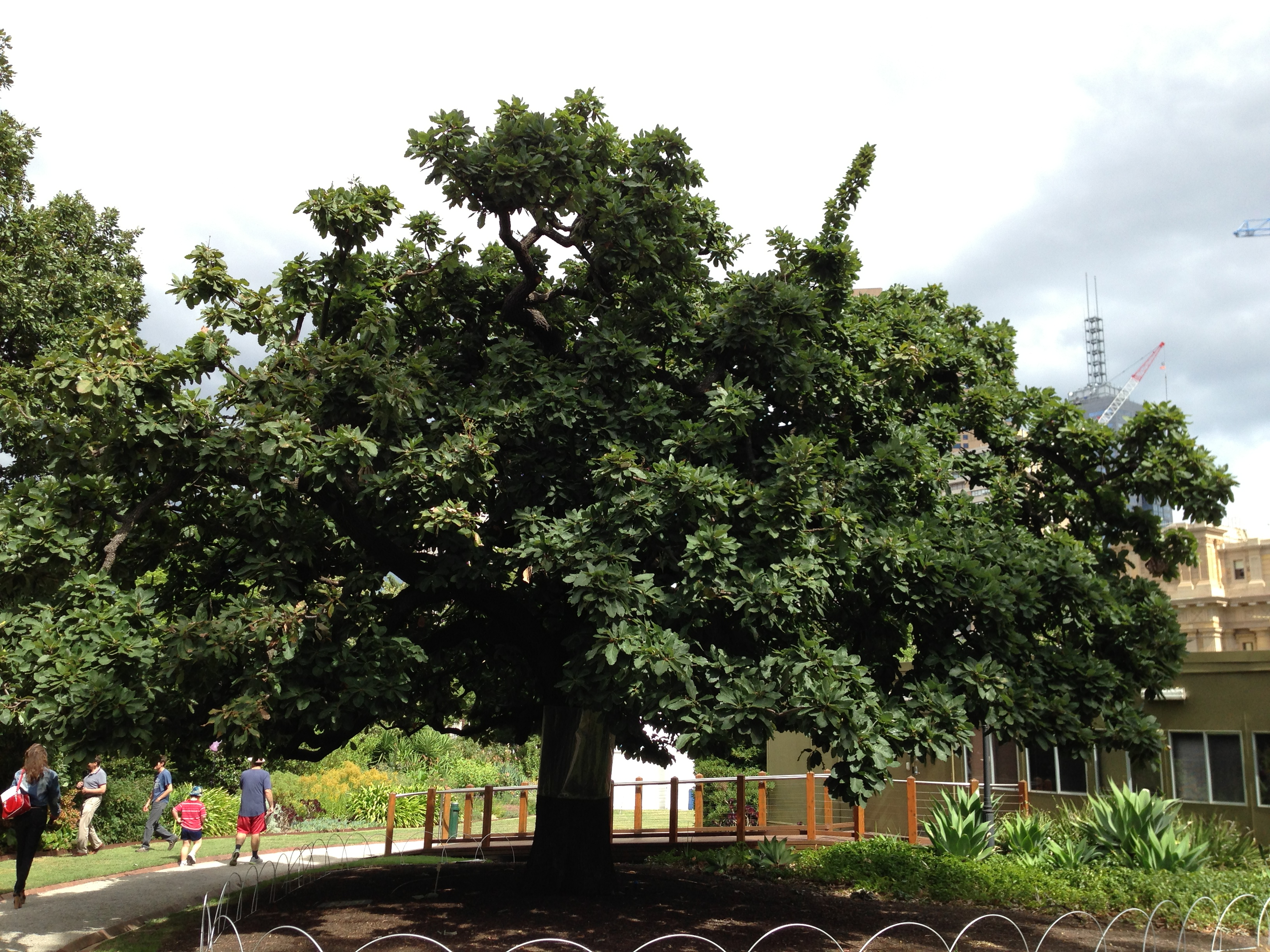
Vista del árbol

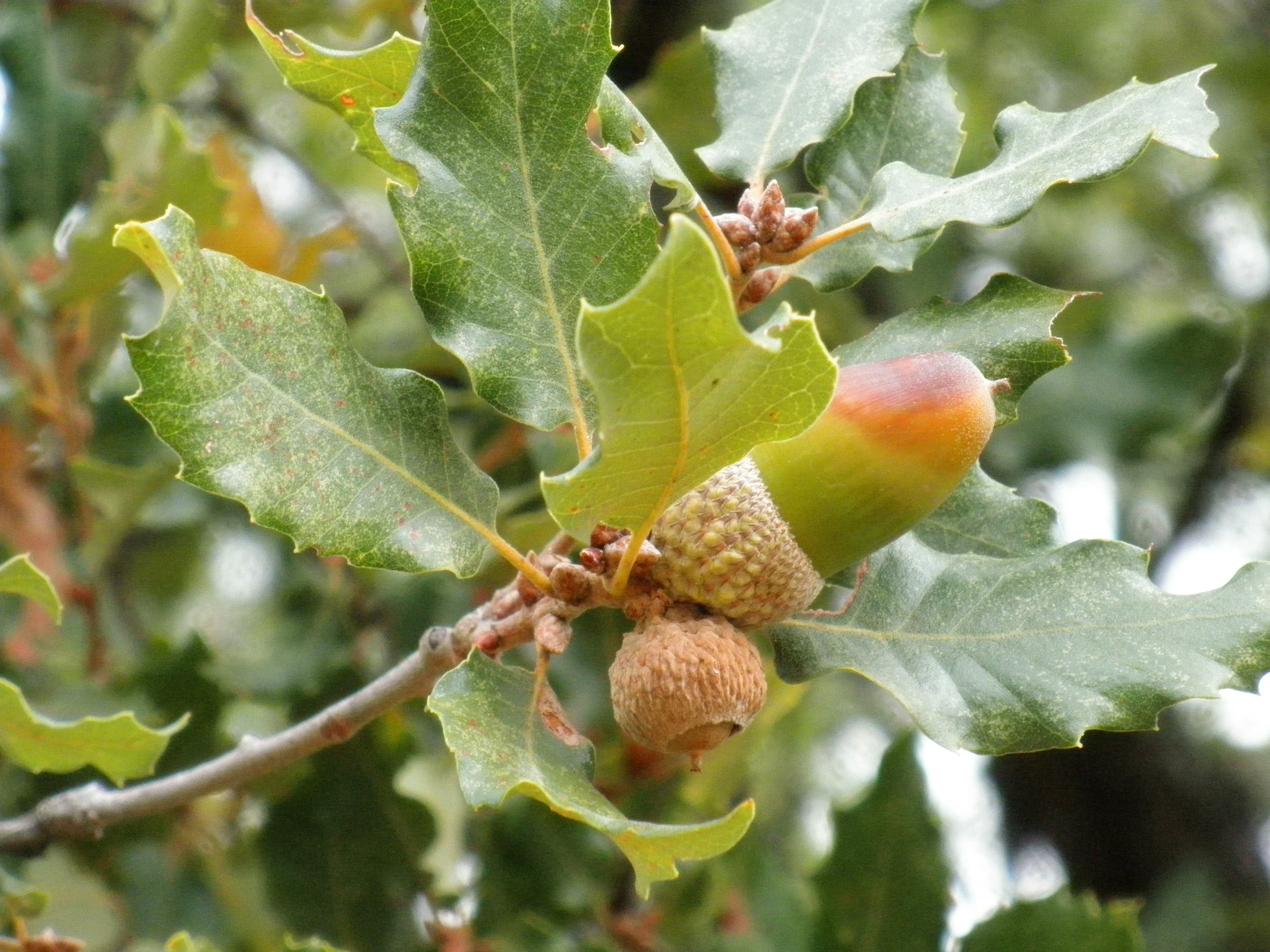
Hojas y fruto

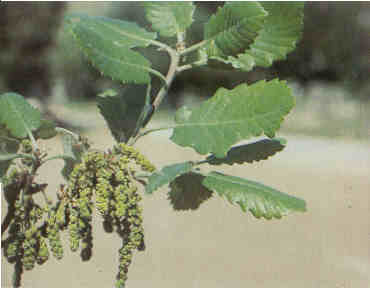
Inflorescencia

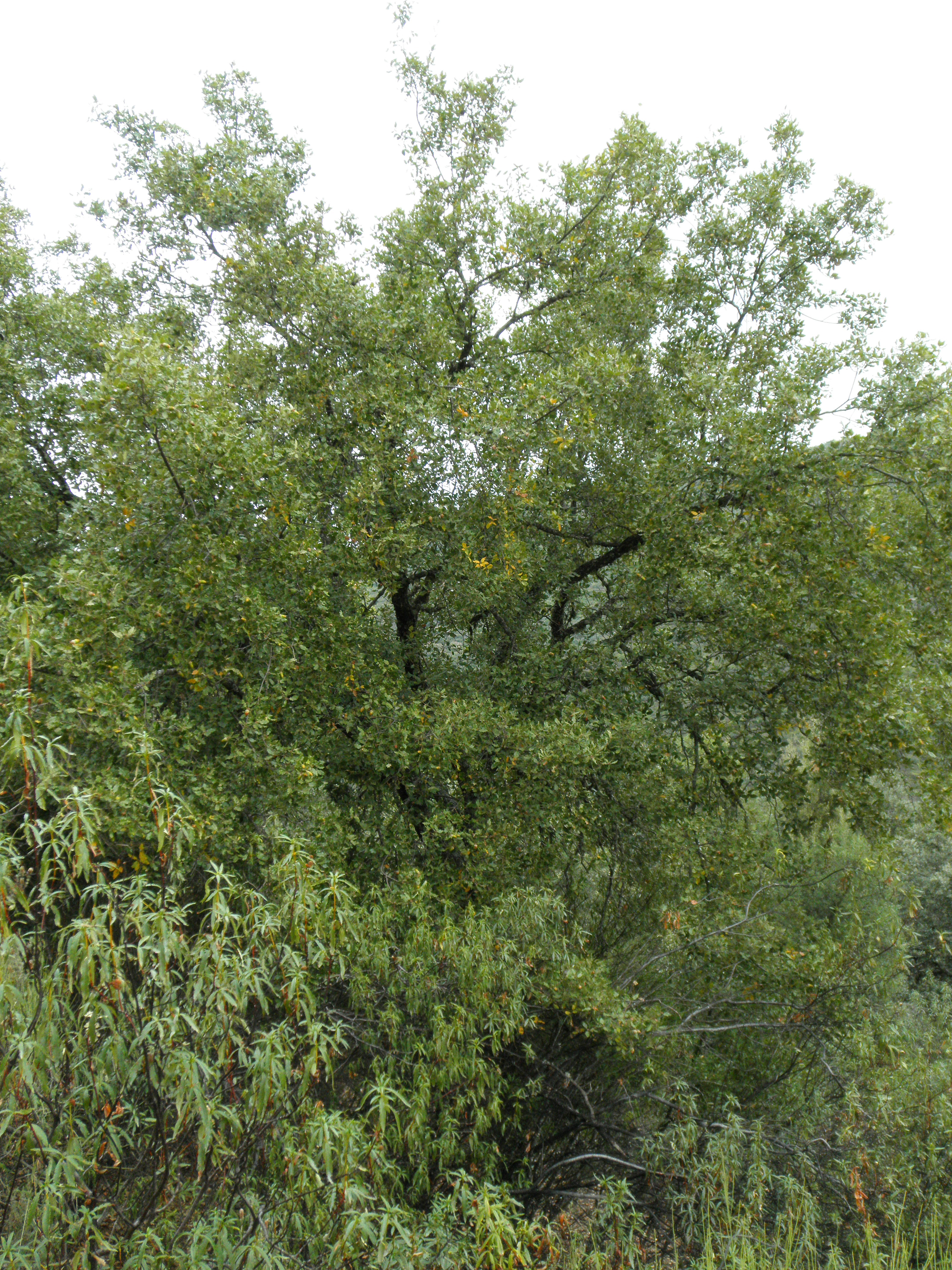
En su hábitat

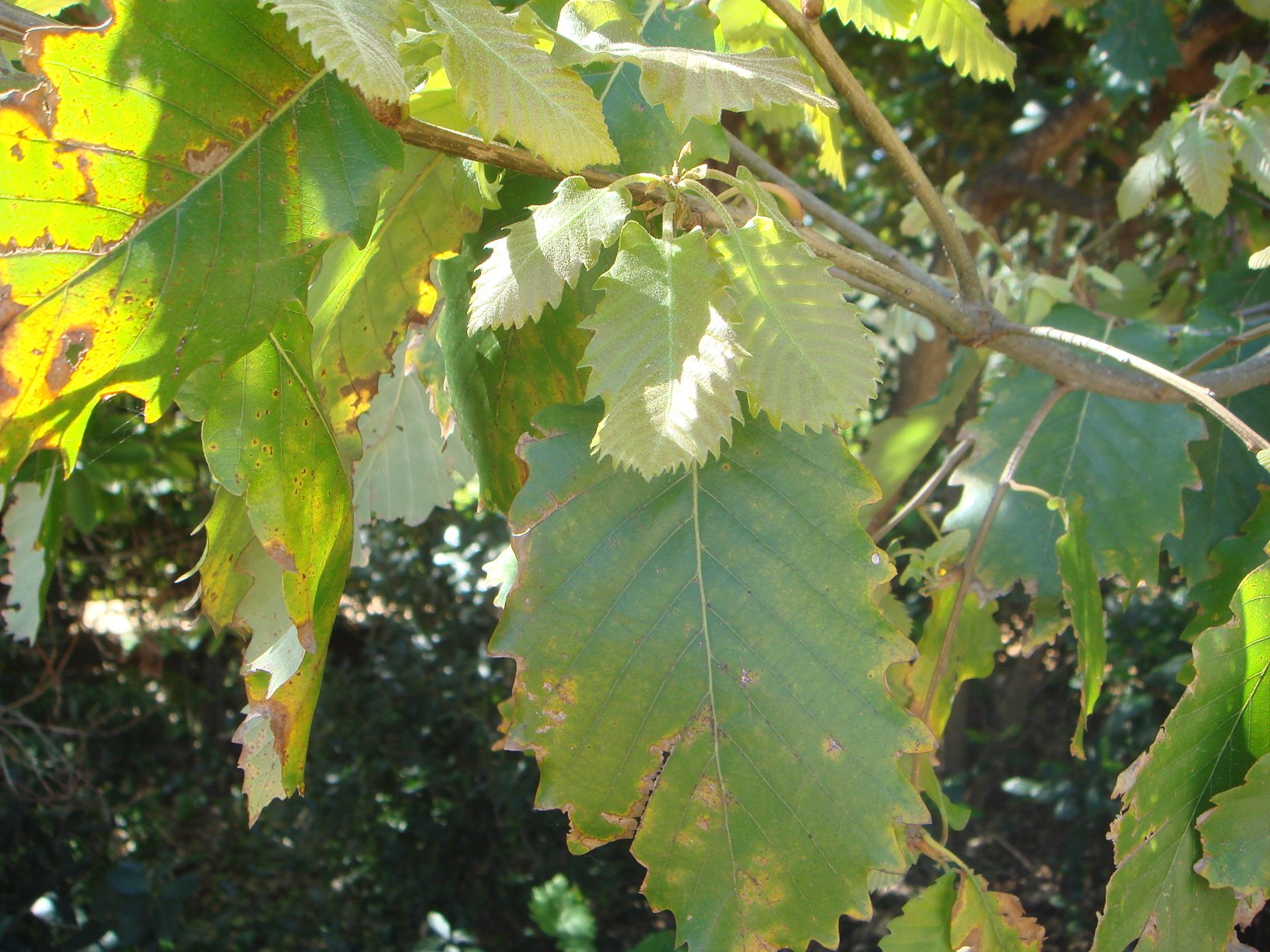
Hojas

El roble andaluz o quejigo andaluz (Quercus canariensis) es un árbol robusto, de hasta 30 m de altura cuando crece en buenas condiciones, con copa amplia y densa que proyecta una buena sombra, redondeada o irregular. Está clasificada en la Sección Mesobalanus, junto con el roble húngaro y sus parientes de Europa y Asia. Las hojas son simples, alternas y subpersistentes, pudiendo aguantar más de un ciclo estacional, por lo que la especie se clasifica como marcescente o caducifolia. Tiene los estilos largos; las bellotas maduran en unos seis meses y tiene sabor amargo, el interior de la bellota tiene pelo. La sección Mesobalanus está estrechamente relacionada con la sección Quercus y, a veces, está incluida en la misma.

## Características
Tronco derecho, robusto, con corteza pardo-grisácea o cenicienta, resquebrajada en grietas poco profundas, longitudinales y transversales, en los ejemplares más viejos.
Ramillas jóvenes cubiertas de abundantes pelos. Hojas adultas algo coriáceas, muy variables según el origen, de 6 a 18 cm, elípticas o alargadas y con figura de punta de lanza, tienen el borde festoneado, con dientes gruesos, poco profundos y nervios laterales muy pronunciados, por la cara inferior, de forma regular casi paralelos.
Flores masculinas con envuelta de 5 a 7 piezas agrupadas en amentos colgantes de color amarillo. Los frutos son bellotas, que nacen solitarias o en grupos, sobre pedúnculos muy cortos y gruesos, con cúpula o cascabillo de escamas algo desiguales.
Florece por abril o mayo, madurando las bellotas en octubre o noviembre.

## Distribución y hábitat
Se cría en las barrancadas, laderas umbrosas y proximidades de los cursos de agua, casi siempre por debajo de los 500 m, aunque puede ascender hasta los 1000 m; sobre suelos profundos y frescos, desprovistos de cal o con ésta muy lavada, en especial en los desarrollados sobre areniscas. Requiere un clima suave, sin heladas frecuentes, y bastante húmedo, por lo que no se suele alejar mucho de la influencia marítima. Se asocia con frecuencia al alcornoque e híbrida con suma facilidad con los Quercus faginea, Quercus pubescens y Quercus petraea; con estas dos últimas solamente en el noreste.
Habita en el norte de África donde forma bosques de considerable extensión en Cabilia  y de manera más fragmentada por las demás montañas del Atlas Telliano en Argelia,  en Marruecos (Rif y  Atlas Medio) y en la península ibérica; en esta última con un área muy dispersa, por la Cordillera Litoral catalana en Barcelona, Sierra Morena, sur de Portugal y sobre todo en Andalucía occidental (Cádiz, Málaga, Sevilla, Huelva), encontrándose sus mejores bosques en las laderas frescas de la mitad meridional de la provincia de Cádiz, en el parque natural de los Alcornocales.
A pesar de su nombre científico, esta especie está ausente en las islas Canarias.

## Observaciones
Sobre el origen canario, hay varias hipótesis, de las cuales se destacan dos: Según la primera,  el botánico alemán Carl Ludwig Willdenow que la describió en Berlín, no había visto esta planta en el campo; o el recolector (Broussonet), debieron confundir la etiqueta creyendo que había sido recogida en las Islas Canarias, cuando probablemente procedía de Marruecos. Según la segunda hipótesis, Carl Ludwig Willdenow no se equivocó y además se refirió a las notas de Alexander von Humboldt, que indicó haber visto un Quercus autóctono en Canarias. Así, queda la posibilidad de que este árbol existiera antiguamente en este archipiélago, pero luego desapareció de allí, mientras que se habían mantenido sus poblaciones continentales. 
Es un árbol elegante que proyecta una sombra muy agradable, por lo que se ha cultivado a veces como ornamental; la madera es de buena calidad, adecuada para construcciones y aperos de labranza, así como para quemar y carbonear.

## Taxonomía
Quercus canariensis fue descrita por  Carl Ludwig Willdenow    y publicado en Enumeratio Plantarum Horti Botanici Berolinensis, . . . 975. 1809.
Etimología
Quercus: nombre genérico del latín que designaba igualmente al roble y a la encina.
canariensis: epíteto geográfico que alude a las Islas Canarias, pese a que no se encuentre en ellas.
Sinonimia
- Quercus lusitanica var. baetica Webb, Iter Hispan.: 12 (1838).
- Quercus lusitanica var. salzmanniana Webb, Iter Hispan.: 12 (1838).
- Quercus mirbeckii Durieu, Rev. Bot. Recueil Mens. 2: 426 (1847).
- Quercus cypri Kotschy ex A.DC. in A.P.de Candolle, Prodr. 16(2): 19 (1864).
- Quercus lusitanica var. mirbeckii (Durieu) A.DC. in A.P.de Candolle, Prodr. 16(2): 19 (1864).
- Quercus esculenta K.Koch, Dendrologie 2(2): 80 (1873).
- Quercus gibraltarica K.Koch, Dendrologie 2(2): 81 (1873).
- Quercus corymbifolia Ehrenb. ex Boiss., Fl. Orient. 4: 1167 (1879).
- Quercus infectoria subsp. mirbeckii (Durieu) Nyman, Consp. Fl. Eur.: 661 (1881).
- Quercus lusitanica subsp. mirbeckii (Durieu) Nyman, Consp. Fl. Eur., Suppl. 2: 279 (1890).
- Quercus mirbeckii var. angustifolia Trab. in J.A.Battandier & al., Fl. Algérie, Dicot.: 820 (1890).
- Quercus mirbeckii var. fagifolia Trab. in J.A.Battandier & al., Fl. Algérie, Dicot.: 820 (1890).
- Quercus mirbeckii var. subpedunculata Trab. in J.A.Battandier & al., Fl. Algérie, Dicot.: 820 (1890).
- Quercus faginea var. baetica (Webb) Samp., Ann. Sci. Acad. Polytecn. Porto 5: 164 (1910).
- Quercus faginea var. salzmanniana (Webb) Samp., Ann. Sci. Acad. Polytecn. Porto 5: 164 (1910).
- Quercus faginea subsp. baetica (Webb) Maire, Bull. Soc. Hist. Nat. Afrique N. 22: 65 (1931).
- Quercus faginea var. spinosa Maire & Trab., Bull. Soc. Hist. Nat. Afrique N.: 1127 (1931).
- Quercus carpinifolia Sennen, Exsicc. (Pl. Esp.): 4.807 (1932), nom. illeg.
- Quercus lusitanica var. fagifolia Jahand. & Maire, Cat. Pl. Maroc 2: 165 (1932).
- Quercus salzmanniana (Webb) Cout., Bol. Soc. Brot., II, 10: 76 (1935).
- Quercus baetica (Webb) Villar, Bull. Soc. Hist. Nat. Afrique N. 28: 455 (1937 publ. 1938).
- Quercus nordafricana Villar, Bull. Soc. Hist. Nat. Afrique N. 28: 450 (1937 publ. 1938).
- Quercus mirbeckii var. spinosa (Maire & Trab.) A.Camus, Chênes, Texte 2: 157 (1939).
- Quercus mirbeckii var. typica A.Camus, Chênes, Texte 2: 156 (1939), nom. inval.[7]

## Nombre común
- Castellano: quejigo, quejigo andaluz, roble andaluz, roble mediterráneo.[8]